# Деякі нервові
Деякі нервові (англ. Some Nerve) — американська короткометражна кінокомедія Мака Сеннета 1913 року.

## У ролях
- Форд Стерлінг — чоловік
- Дот Фарлі — дружина
- Джордж Ніколс — гість
- Роско «Товстун» Арбакл — ревнивий чоловік
- Пеггі Пірс — його дівчина